# C for Graphics
C for Graphics (Cg), também conhecida como High-Level Shading Language (HLSL) é uma linguagem de programação desenvolvida pela Nvidia e Microsoft que é derivada do ANSI C para suporte ao design gráfico, aproveitando os recursos do hardware NVIDIA. Usada principalmente para o desenvolvimento de algoritmos para pixel shaders e vertex shaders que são instruções específicas para os GPUs das placas de vídeo.
Existem dois ramos principais da linguagem Cg / HLSL: o compilador Nvidia Cg (cgc) que retorna DirectX ou OpenGL e o Microsoft HLSL que retorna sombreadores DirectX em formato bytecode. Cg foi descontinuado em 2012, sem desenvolvimento ou suporte adicional disponível.

## Fundamentos
Como resultado de avanços tecnológicos nas placas aceleradoras gráficas, algumas áreas de programação gráfica 3D tinham ficado muito complexas. Para simplificar o processo, novas características foram sendo adicionadas às placas, como capacidade de modificar suas as filas de renderizações através de utilização de vertex e pixel shaders.
No começo, vertex e pixel shaders foram programados num nível muito básico, onde somente a linguagem assembly era utilizada para programação da GPU (Graphics Processing Unit). Apesar de ter o controle total da GPU o código em assembly era de difícil utilização. Uma linguagem portátil, e de maior nível de abstração era necessária, assim a Cg foi criada para facilitar o desenvolvimento de programas que utilizam esses avanços.
Algumas vantagens da utilização da Cg sobre a linguagem assembly são:
Maior nível de abstração do código facilita o aprendizado, a programação, a leitura e entendimento de códigos escritos.
O Código Cg é portátil para uma grande gama de hardware e diversas plataformas, diferente do código assembly que depende do hardware e plataforma. O compilador Cg pode ser optimizado e criar tarefas automaticamente que seriam difícieis de se codificar e mais livres de erros.
Cg tem seis tipos básicos de variáveis, algumas as mesmas de C, outras especiais para sua utilização.

## Detalhes

### Tipos de variáveis
- float - número de ponto flutuante de 32 bits
- half - número de ponto flutuante de 16 bits
- int - número inteiro de 32 bits
- fixed - número de ponto fixo de 12 bits
- bool - variável booleana
- sampler* - representa um objeto de textura

Cg também possui tipos de dados de vetores e matrizes que são baseados nos tipos básicos de variáveis, como float3 e float4x4. Esses tipos de dados são bastante comuns quando lidando com programação gráfica 3D. Cg também tem tipos de dados de estruturas bastante similares ao disponíveis em C.

### A biblioteca padrão Cg
Assim como em C, Cg tem um conjunto de funções comuns da programação gráfica.
Algumas funções são equivalentes ao C, como funções matemáticas abs() e sin(), enquanto outras são especializadas nas tarefas para GPU, como as funções de mapeamento de texturas, como funções text1D e text2D.

### A biblioteca de tempo de execução Cg
Programas em Cg são meramente vertex and pixel shaders. Eles precisam de suporte de outros programas para lidar com o resto do processo de renderização. Cg pode utilizar duas APIs: OpenGL ou DirectX. Cada uma tem seu próprio conjunto de funções para se comunicar com o programa em Cg, como funções para selecionar o shader corrente e passagem de parâmetros.
A biblioteca padrão de tempo de execução permite que o código Cg seja codificado para assembly. Ele também permite compilar shaders durante a execução do programa que está sendo suportado. Isso permite que a biblioteca de tempo de execução compilar utilizando as últimas optimizações disponíveis para o hardware alvo. No entanto essa técnica permite que o usuário tenha acesso ao código fonte do shader, isso tem representado a grande desvantagem dessa técnica.
Para evitar expor o código fonte do shader, e ainda manter as últimas optimizações para o hardware específico, o conceito de profiles foi desenvolvido. Shaders podem ser compilados com conjuntos de diferentes plataforma de hardware (de acordo com o profile). Quando executando o programa, o mais optimizado shader é carregado de acordo com o profile. Por exemplo, pode existir um profile que dá suporte para que placa gráfica aceleradora possa utilizar pixel shaders complexos, e outro profile que suporta somente pixel shaders mínimos. Criando um pixel shader para cada um desses profiles o programa amplia o número de plataformas sem sacrificar a qualidade gráfica de sistemas mais potentes.

### Um exemplo de programa Cg vertex shader
```
 
// input vertex

 
struct
 
VertIn
 
{

     
float4
 
pos
   
:
 
POSITION
;

     
float4
 
color
 
:
 
COLOR0
;

 
};

 
// output vertex

 
struct
 
VertOut
 
{

     
float4
 
pos
   
:
 
POSITION
;

     
float4
 
color
 
:
 
COLOR0
;

 
};

 
// vertex shader main entry

 
VertOut
 
main
(
VertIn
 
IN
,
 
uniform
 
float4x4
 
modelViewProj
)
 
{

     
VertOut
 
OUT
;

     
OUT
.
pos
     
=
 
mul
(
modelViewProj
,
 
IN
.
pos
);
 
// calculate output coords

     
OUT
.
color
   
=
 
IN
.
color
;
 
// copy input color to output

     
OUT
.
color
.
z
 
=
 
1.0f
;
 
// blue component of color = 1.0f

     
return
 
OUT
;

 
}

```

## Aplicações e jogos que utilizam Cg ou HLSL
- Crystal Space
- Far Cry
- OGRE
- Unity game engine
- Virtools Dev
- Enemy Territory: Quake Wars